# Aecidium ampliatum
Aecidium ampliatum ist eine Ständerpilzart aus der Ordnung der Rostpilze (Pucciniales). Der Pilz ist ein Endoparasit eines unbestimmten Wasserdosts. Symptome des Befalls durch die Art sind Rostflecken und Pusteln auf den Blattoberflächen der Wirtspflanzen. Sie ist in Guatemala und Costa Rica verbreitet. Da bislang nur ihre Nebenfruchtform bekannt ist, wird sie in die Formgattung Aecidium eingeordnet.

## Merkmale

### Makroskopische Merkmale
Aecidium ampliatum ist mit bloßem Auge nur anhand der auf der Oberfläche des Wirtes hervortretenden Sporenlager zu erkennen. Sie wachsen in Nestern, die als gelbliche bis braune Flecken und Pusteln auf den Blattoberflächen erscheinen.

### Mikroskopische Merkmale
Das Myzel von Aecidium ampliatum wächst wie bei allen Aecidium-Arten interzellulär und bildet Saugfäden, die in das Speichergewebe des Wirtes wachsen. Seine Spermogonien wachsen beidseitig auf den Wirtsblättern. Die blattunterseitigen Aecien der Art sind becherförmig und weiß bis hellgelb. Ihre hyalinen Aecidiosporen sind 27–30 × 23–27 µm groß, kugelig bis breitellipsoid und warzig. Die Uredien des Pilzes sind nicht bekannt, möglicherweise werden sie auch nicht ausgebildet. Auch die Telien der Art wurden bislang nicht beobachtet.

## Verbreitung
Das bekannte Verbreitungsgebiet von Aecidium ampliatum umfasst Guatemala und Costa Rica.

## Ökologie
Die Wirtspflanze von Aecidium ampliatum ist ein nicht näher bestimmter Wasserdost (Eupatorium sp.). Der Pilz ernährt sich von den im Speichergewebe der Pflanzen vorhandenen Nährstoffen, seine Sporenlager brechen später durch die Blattoberfläche und setzen Sporen frei. Die Art durchläuft einen mikro- oder makrozyklischen Entwicklungszyklus mit Spermogonien, Aecien, Uredien und Telien. Ob sie einen Wirtswechsel durchmacht, lässt sich mangels Aecien und Spermogonien nicht feststellen.